# Fedele Albanese
Fedele Albanese (Galatina, 18 ottobre 1845 – Napoli, 12 marzo 1882) è stato un giornalista e patriota italiano.

## Biografia
Nato da Pietro, di professione barbiere, e da Anna Angelini, ricevette l’istruzione primaria presso le "Pie Scuole" di Galatina rette dai Padri Somaschi e successivamente frequentò il locale Liceo classico "Pietro Colonna". Al termine dei corsi, avendo superato brillantemente l’esame finale, la provincia gli assegnò una borsa di studio che gli permise di iscriversi alla Facoltà di Giurisprudenza di Napoli dove non tardò a legarsi agli ambienti patriottici.
Nella primavera del 1866 interruppe gli studi per unirsi al corpo dei volontari garibaldini che stavano partendo alla volta del Trentino per combattere gli austriaci nel corso della terza guerra d'indipendenza italiana. Il 13 luglio di quell'anno prese parte alla battaglia di Monte Suello e il 16 luglio a quella di Monte Condino inoltre si distinse valorosamente a Bezzecca.
Tornato a Napoli con l’intento di terminare gli studi universitari, nel settembre 1867 già partiva alla volta del Lazio per unirsi ai volontari garibaldini guidati dal calabrese Giovanni Nicotera che stavano combattendo contro le truppe francesi e pontificie. Partecipò allo scontro di Villa Glori e alla battaglia di Mentana.. 
Nuovamente tornato a Napoli durante una licenza militare, si laureò l’8 agosto 1868. Successivamente, il 20 settembre 1870, fu tra i primi ad entrare in Roma, attraverso la breccia di Porta Pia con la divisione sabaudo-piemontese guidata dal generale Mazè de la Roche. Con lui furono gli amici Ugo Pesci, Edmondo de Amicis ed Edoardo Arbib. Frattanto non mancava di inviare corrispondenze di guerra al quotidiano Il Piccolo di Napoli, diretto a quel tempo da Roberto De Zerbi.
Rientrato definitivamente a Napoli continuò l’attività giornalistica divenendo redattore de Il Progresso Nazionale e de L'Avvenire. Andò poi a Lecce dove fu direttore de La Gazzetta di Terra d’Otranto sulla quale continuò a scrivere articoli politici col vivace piglio polemico che lo caratterizzava.
Nel 1872 si spostò a Roma su invito degli amici Silvio Spaventa e Giuseppe Pisanelli, che lo fecero entrare al Ministero di Grazia e Giustizia come segretario del ministro Giovanni De Falco.
Nel 1877, mentre era da tempo resocontista del quotidiano Il Fanfulla a Montecitorio, l’onorevole Augusto Pierantoni, che non aveva gradito un suo articolo, ne contestò la pubblicazione al punto di sfidare Albanese, schiaffeggiandolo, a un duello alla sciabola dal quale il giornalista uscì ferito a un avambraccio.
Nel 1878 assieme a Luigi Cesana collaborò alla fondazione de Il Messaggero e ne fu direttore, anche se solo per pochi mesi, dal dicembre 1878 all’aprile 1879; un quotidiano che incontrò subito il successo ed ebbe da subito larga tiratura.
Ma Albanese è insoddisfatto, ora vuole un suo giornale. Dopo un periodo travagliato torna a Napoli e, il 1º novembre 1881 riesce a fondare Il Monitore con la certezza di aver realizzato il suo sogno: un giornale ricco, ben fatto, vivacemente polemico, animato da buone firme. Ma i lettori non lo seguono, poche sono le copie vendute. Infine, sommerso di debiti, la mattina del 12 marzo 1882 si uccide con un colpo di pistola nel suo ufficio di direttore.
Viene sepolto al Verano; al suo funerale è presente Sarah Bernhardt mentre l'amica Matilde Serao manda un fascio di camelie bianche.

### Annotazioni
1. ↑  Corrispondenze che furono assai lette dal pubblico e riprodotte dalla stampa estera specialmente inglese.
2. ↑  David Sassoli In un suo articolo del 1977 raccontò i particolari dell'episodio ricordando che da esso nacque, di lì a poco, il sindacato dei giornalisti romani.
3. ↑  A questo proposito Sassoli scrive: “...Motivi del successo: formato ridotto, larga tiratura, grande quantità di notizie e gusto per la polemica nei confronti degli aristocratici e delle classi dirigenti, indipendenza dai partiti...”
4. ↑  Sassoli commenta: “... Per lui un giornale senza un’anima politica, non è un giornale. Ed è per questo che fonda “Il Monitore”, gazzetta ambiziosa, dalla vita difficile. Sono più i debiti delle copie vendute...”
5. ↑  Ad un amico di Galatina aveva prima spedito una lettera dal contenuto laconico: "...Il Monitore muore e io con lui. Dì a mio padre che io parto per l’America..."

### Fonti
1. 1 2 3 4 5 6 7   Nicola Vacca, Fedele Albanese, su Dizionario Biografico degli Italiani Treccani, I, 1º gennaio 1960. URL consultato l'8 gennaio 2023.
2. 1 2 3 4 5 6 7   Rosanna Verter, Fedele Albanese, su Il filo di Aracne - Galatina. URL consultato l'8 gennaio 2023.
3. ↑   M.F. Natolo, A. Romano e M.R. Stomeo, Fedele Abanese, giornalista patriota, su Comune di Galatina, Personaggi illustri. URL consultato l'8 gennaio 2023.
4. 1 2 3   David Sassoli, Nel 1877 i giornalisti della Capitale creano il sindacato, dopo un duello., su Stampa Romana, 19 maggio 2017. URL consultato il 10 gennaio 2023.
5. ↑   Il Messaggero, su Enciclopedia Treccani. URL consultato il 10 gennaio 2023.